# 一分駅
一分駅（いちぶえき）は、奈良県生駒市壱分町にある、近畿日本鉄道（近鉄）生駒線の駅。駅番号はG19。

## 歴史
- 1926年（昭和元年）12月28日：信貴生駒電鉄元山上口 - 仮新生駒間延伸時に開業[1]。
- 1964年（昭和39年）10月1日：近畿日本鉄道が信貴生駒電鉄を合併。近鉄生駒線の駅となる[1]。
- 1977年（昭和52年）7月31日：菜畑 - 南生駒間複線化[2]。
- 2007年（平成19年）4月1日：PiTaPa使用開始[3]。
- 2021年（令和3年）10月1日以降時期不明：終日無人駅化[4]。

## 駅構造
相対式2面2線のホームを持つ地平駅。本駅舎は1番ホーム側に、2番ホーム側にラッシュ時専用の臨時改札がある。なお、互いのホームは構内踏切で結ばれている。トイレは改札内にあり、男女別の水洗式。平日の7時15分から9時までの間は線路の西側にある臨時改札を使用することができる。
生駒駅管理の無人駅で、PiTaPa・ICOCA対応の自動改札機および自動精算機（回数券カードおよびICカードのチャージに対応）が設置されている。

### のりば
| のりば | 路線     | 方向 | 行先     |
| ------ | -------- | ---- | -------- |
| 1      | G 生駒線 | 下り | 王寺方面 |
| 2      | G 生駒線 | 上り | 生駒方面 |

## 利用状況
近年における当駅の1日乗降人員の調査結果は以下の通り。
- 2023年11月7日：4,875人
- 2022年11月8日：5,208人
- 2021年11月9日：4,834人
- 2018年11月13日：5,154人
- 2015年11月10日：5,418人
- 2012年11月13日：5,444人
- 2010年11月9日：5,248人
- 2008年11月18日：5,336人
- 2005年11月8日：5,363人

## 駅周辺
- 生駒警察署
- 往馬坐伊古麻都比古神社（生駒大社）
- 上田酒造株式会社
- 生駒市立壱分小学校
- 奈良県立生駒高等学校
- さつき台住宅地
- 第二阪奈道路壱分ランプ
- 国道168号
- 竹林寺

## 隣の駅
近畿日本鉄道
G 生駒線
菜畑駅 (G18) - 一分駅 (G19) - 南生駒駅 (G20)